# Caloptilia sassafrasella
Caloptilia sassafrasella är en fjärilsart som först beskrevs av Victor Toucey Chambers 1876.  Caloptilia sassafrasella ingår i släktet Caloptilia och familjen styltmalar. Inga underarter finns listade i Catalogue of Life.